# Ofelia Salazar
Ofelia Salazar est un des personnages principaux de la série télévisée Fear the Walking Dead. Il est interprété par Mercedes Masohn et doublé en version française par Julie Cavanna.